# Samurái (álbum de Beny Jr)
Samurái es un álbum de estudio colaborativo entre el cantante marroquí Beny Jr y el productor español El Guincho.

## Contexto y antecedentes
El 10 de junio de 2021, Beny publicó el sencillo «Blbala» producido por El Guincho, este sería el primer sencillo promocional del álbum, siete días después lanzaron en conjunto «Combo La L», que sería la canción más conocida del artista.

## Lanzamiento y recepción
El disco fue publicado el 25 de junio de 2021 bajo el sello discográfico RICO. Contó con 12 sencillos en solitario y el género principal del disco fue el drill, sin embargo, también usaron afrobeat, trap latino y reguetón. El álbum fue masterizado por Jaycen Joshua en Canton House Studios, Studio City (Los Ángeles). El álbum a lo largo del año recibió más de 50 millones de streamings siendo el más reproducido en la carrera de Beny JR.
El álbum estuvo ubicado 12 semanas seguidas en el top 100 de más reproducidos de España, logrando el puesto 31.° como máximo. La crítica del álbum fue buena/muy buena por parte de los medios, que destacaron el proyecto como otro éxito de El Guincho y un acierto en elegir la voz de Beny siendo uno de los cantantes nuevos más sólidos en ese entonces. La revista Rockdelux destacó que el proyecto es ideal para oyentes de drill, sin embargo, también termina siendo hecho para gente que no escuche este género.

## Lista de canciones
| N.º | Título           | Música                                  | Escritor(es) | Duración |  |
| 1.  | «Maldito»        | El Guincho, Jasper Harris               | Beny Junior  | 2:24     |  |
| 2.  | «Fantasma»       | El Guincho, Fakeguido                   | Beny Junior  | 2:40     |  |
| 3.  | «Kardash»        | El Guincho, star boy, Fakeguido         | Beny Junior  | 2:45     |  |
| 4.  | «Intruso»        | El Guincho                              | Beny Junior  | 2:49     |  |
| 5.  | «Blbala»         | El Guincho                              | Beny Junior  | 2:05     |  |
| 6.  | «DVD Thing»      | El Guincho, Cubeatz, Mantra             | Beny Junior  | 2:23     |  |
| 7.  | «Baby»           | El Guincho, The Elements                | Beny Junior  | 2:51     |  |
| 8.  | «Combo La L»     | El Guincho                              | Beny Junior  | 2:48     |  |
| 9.  | «Cyber Bandit»   | El Guincho, Gotcha, Fakeguido           | Beny Junior  | 2:43     |  |
| 10. | «Color Caramelo» | El Guincho, Jasper Harris               | Beny Junior  | 2:40     |  |
| 11. | «Botes»          | El Guincho, Fakeguido, Federico Vindver | Beny Junior  | 2:13     |  |
| 12. | «Flip el pack»   | El Guincho                              | Beny Junior  | 2:41     |  |